# Дрогобичводоканал
КП Дрогобичводоканал — комунальне підприємство з водопостачання і водовідведення у м.Дрогобич. Здійснює надання послуг із централізованого водопостачання та водовідведення для міст цілого регіону: Дрогобича, Трускавця, Стебника та 13-ти сіл Дрогобицького і Стрийського районів. Станом на початок 2013 року у водоканалі працює 322 працівників. Вода поступає до Дрогобича з водозаборів у Гірному та Урожі. Станом на початок 2013 року підприємство обслуговує 34 238 (34 293 станом на 04.2013) абонентів, з них 70% обладнані водолічильниками, а для 30% нарахування здійснюються згідно норм споживання.

## Історія
За часів СРСР був розроблений проект єдиного водопостачання міст-сусідів: Стебника, Дрогобича, Трускавця і Борислава. Планувалося протягнути ще одну, резервну гілку водогону з річки Стрий. Через Дрогобич мав отримувати воду і Борислав. Біля села Довге Гірське почали споруджувати дамбу, щоб регулювати рівень води.
Для оновлення всього застарілого технологічного обладнання підприємства для зменшення споживання електроенергії, а також для заміни аварійних водогонів КП «Дрогобичводоканал» отримав від Світового банку кредит на 16 років у сумі 3,1 млн доларів США. Фактично, кошти надійшли від Міністерства фінансів України, яке, своєю чергою, має домовленість зі Світовим банком. Окрім Дрогобича, у проекті беруть участь 13 водоканалів України. Угода між «Дрогобичводоканалом» та Міністерством з питань житлово-комунального господарства України укладена наприкінці 2009 року. Станом на квітень 2013 року генеральний підрядник (його на відкритих торгах визначав Світовий банк) уже освоїв 3 млн доларів.
Сімдесят відсотків води Дрогобич, Трускавець отримують із свердловин підземного озера, що розташоване на землях сіл Гірне, Семигинів, Жулин, Братківці, що на Стрийщині.
23 лютого 2015 року ПАТ Львівобленерго відімкнуло подачу електроенергії на об'єкти комунального підприємства «Дрогобичводоканал», у тому числі і на водозаборі «Гірне». В результаті без води залишилось близько 70% споживачів послуг КП «Дрогобичводоканал» а це — жителі міст Дрогобича, Стебника та Трускавця, окремих сіл Дрогобицького району, об'єкти і установи комунальної власності. Відключення відбулось через борг в сумі 1, 6 млн гривень перед Львівобленерго, котрий виник в результаті несплати ТзОВ «Трускавецький водоканал» значних коштів комунальному підприємству Дрогобичводоканал (заборгованість на 1.02.2015 року становила понад 7, 1 млн гривень, а прогнозована на 25.03.2015 року — понад 9 млн гривень).

## Водозабір Гірне
Водозабір «Гірне» — водозабір (насосна станція), що розташовано у селі Гірне Стрийського району. Перебуває в експлуатації з 1974 року. Станом на квітень 2013 року у постійній експлуатації перебуває 25 артезіанських свердловин. У результаті впровадження проекту Світового банку на артезіанських свердловинах, обладнання яких було зношене на 65%, встановлено 6 глибинних насосів, замінено запірну арматуру, змонтовано нові шафи керування з системою диспетчеризації.

### Водогін Гірне-Дрогобич
Водогін Гірне-Дрогобич — магістраль діаметром 1000 мм з передачі води від водозабору Гірне до Дрогобича. Водогін з Гірного проходить над карстовими порожнинами Стебницького ДГХП «Полімінерал».

## Водозабір Уріж
Водозабір Уріж — водозабір у селі Уріж Дрогобицького району. Перебуває в експлуатації з 1934 року. У 1958–1964 роках збудовано другу лінію водогону Уріж — Дрогобич. У постійній експлуатації перебуває 21 артезіанська свердловина. За рахунок кредиту замінили глибинні насоси на 14-ти артезіанських свердловинах та всю запірну арматуру.

## Катастрофи
- 20 грудня 1999 року внаслідок аварії на магістральному нафтопродуктопроводі Дрогобич-Калуш заводу «Поліолефіни» ВАТ «Оріана» (відомча підпорядкованість продуктопроводу: ВАТ «Оріана», Росія[8]) відбувся вилив дизпалива у водозабір «Гірне», що забезпечував питною водою населення міст Дрогобича, Трускавця та Стебника.[9][10] За інформацією управління з питань надзвичайних ситуацій та у справах захисту населення від наслідків Чорнобильської катастрофи, дизпаливом було забруднено територію 500 м², у тому числі променевий водозабір.[10]